# جی. هاوارد میلر
جی. هاوارد میلر (۱۹۱۸ – ۲۰۰۴) طراح گرافیگ اهل پیتسبورگ ایالات متحده آمریکا است. او برای کمک به کشورش در جریان جنگ جهانی دوم از هنر خود در خلق پوسترهای تبلیغاتی استفاده کرد. یکی از مشهورترین آثار او پوستر تبلیغاتی "ما می‌توانیم انجامش دهیم!" است که توانست در آن زمان غرور ملی بسیاری از شهروندان آمریکایی به خصوص زنان را برای خدمت‌رسانی و شرکت غیرمستقیم در امور جنگی تحت تأثیر قرار دهد.

## طراحی پوستر
کارهای هنری جی. هاوارد میلر توانست نظر شرکت وستینگهاوس (شرکتی [کمیتهٔ هماهنگی] در زمینهٔ تولید محصولات جنگی) را به خود جلب کند. به همین منظور، میلر در سال ۱۹۴۲ به استخدام این شرکت برای طراحی پوسترهایی مرتبط با اهداف آمریکا در جریان جنگ جهانی دوم درآمد. در همین زمان او توانست پوستر "ما می‌توانیم!" را برای این شرکت طراحی کند ."ما می توانیم!" صرفاً به مدت ۲ هفته در فوریه ۱۹۴۲ در کارخانهٔ وستینگهاوس به معرض دید عموم گذاشته شد چرا که بر مبنای قرارداد، دیگر پوسترهای میلر باید به ترتیب جایگزین آن می‌شد. اما این پوستر که غالباً با پوستر تبلیغاتی "رزی پرچ کن" اثر نورمن راکول اشتباه گرفته می‌شود، توانست در دههٔ ۱۹۷۰ و دههٔ ۱۹۸۰ تبدیل به یک نماد آمریکایی معروف در میهن‌پرستی گردد.